# Phare d'Addenbroke Island
Le phare d'Addenbroke Island est un phare érigé sur l'île Addenbroke, à l'est de l'île Calvert, dans le Passage Intérieur, du District régional de Central Coast (Province de la Colombie-Britannique), au Canada. 
Ce phare est géré par la Garde côtière canadienne.

## Histoire
Le premier phare a été mis en service le 15 avril 1914 sur le côté ouest de l'île Addenbroke marquant le passage le plus étroit du Fitz Hugh Sound (en). C'était une maison carrée en bois de deux étages surmontée d'une lanterne octogonale au centre du toit. La station comprenait aussi un hangar à bateau, un local à carburant et une cloche de brouillard mécanique. Il émettait une lumière fixe blanche et la cloche sonnait une fois toutes les 5 secondes par temps de brouillard.
En 1961, une nouvelle maison d'habitation a été construite. En 1968, la lumière a été transportée sur une tour à ossature métallique.

## Description
Le phare actuel, construit en 1998, est une tour cylindrique blanche en fibre de verre, avec une galerie, de 8 m de haut. Il émet, à une hauteur focale de 24 m, un éclat blanc toutes les 5 secondes. Sa portée nominale est de 15 milles nautiques (environ 28 km). 
Il se trouve a égale distance de Bella Bella et de Port Hardy.
Identifiant : ARLHS : CAN-004 - Amirauté : G-5672 - NGA : 12192 - CCG : 0585 .

### Lien connexe
- Liste des phares de la Colombie-Britannique